# John Fisher
John Fisher (Beverley, Yorkshire, Inglaterra, c. 1469 – Tower Hill, Tyburn, Londres, 22 de junho de 1535) foi cardeal e bispo de Rochester, na Inglaterra, durante o reinado de Henrique VIII. É venerado como mártir e santo pela Igreja Católica e pela Igreja Anglicana.

## Biografia
Filho de Robert Fisher, rico comerciante, e de sua esposa Agnes, formou-se e conseguiu o doutorado em Teologia na Universidade de Cambridge. 
Permaneceu em Cambridge, no princípio como diretor de sua faculdade, Miachaelhouse, (mais tarde parte do Trinity College) de 1497 a 1501; depois como vice-reitor da Universidade, de 1501 a 1504 e, a final com uma nomeação vitalícia como reitor, a partir de 1504. 
Exerceu uma grande atividade fomentando o humanismo e conseguindo que o humanista holandês Erasmo de Roterdão ensinasse em Cambridge. Não obstante, como eclesiástico, Fisher se opôs de forma enérgica à Reforma Protestante, sobretudo às doutrinas de Martinho Lutero. 

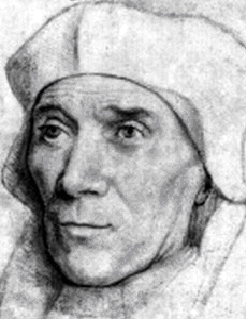
Santo John Fisher, por Hans Holbein, o Jovem

## Vida sacerdotal
Em 17 de dezembro de 1491 foi ordenado sacerdote em York e nomeado vigário de Northallerton. Em 1497 a Condessa Margarida Beaufort de Richmond e Conde Derby, mãe do futuro Henrique VII de Tudor, o elegeu como capelão e confessor pessoal. 
Bispo de Richmond de 1504 (com direito de participar da Câmara dos Lordes), foi tutor do Príncipe Henrique e foi nomeado representante da Coroa Inglesa no Concílio Lateranense V (1512).

## Mártir e Santo
Em 1527 opôs-se ao plano do rei Henrique VIII de Inglaterra, de divorciar-se de Catarina de Aragão, de quem era confessor. Lembrou ao Rei que este não poderia desconsiderar a dispensa dada pelo Papa Júlio II para a realização do casamento.
Em 1534 recusou-se a jurar obediência ao "Ato de Supremacia" de Henrique VIII de Inglaterra, por isto foi encarcerado na Torre de Londres juntamente com Thomas Morus que igualmente assim tinha procedido.
Na prisão, ainda, foi criado Cardeal do Título dos Santos Vital, Valeria, Gervásio e Protásio pelo Papa Paulo III em 17 de maio de 1535. 
Foi submetido a julgamento, e acusado de ato de traição ao negar-se a aceitar Henrique VIII como cabeça da Igreja.
Condenado à morte, um mês depois de ter sido preso, em 17 de junho de 1535, e foi decapitado cinco dias depois, no dia 22 de junho. 
Está sepultando na Capela Real de São Pedro ad Vincula.
Foi beatificado em 29 de dezembro de 1886 pelo Papa Leão XIII e canonizado pelo Papa Pio XI em 19 de maio de 1935. Sua festa, juntamente com a de São Thomas Morus, comemora-se no dia 22 de junho na Igreja Católica e em 6 de julho na Igreja Anglicana.